# 扩展适应

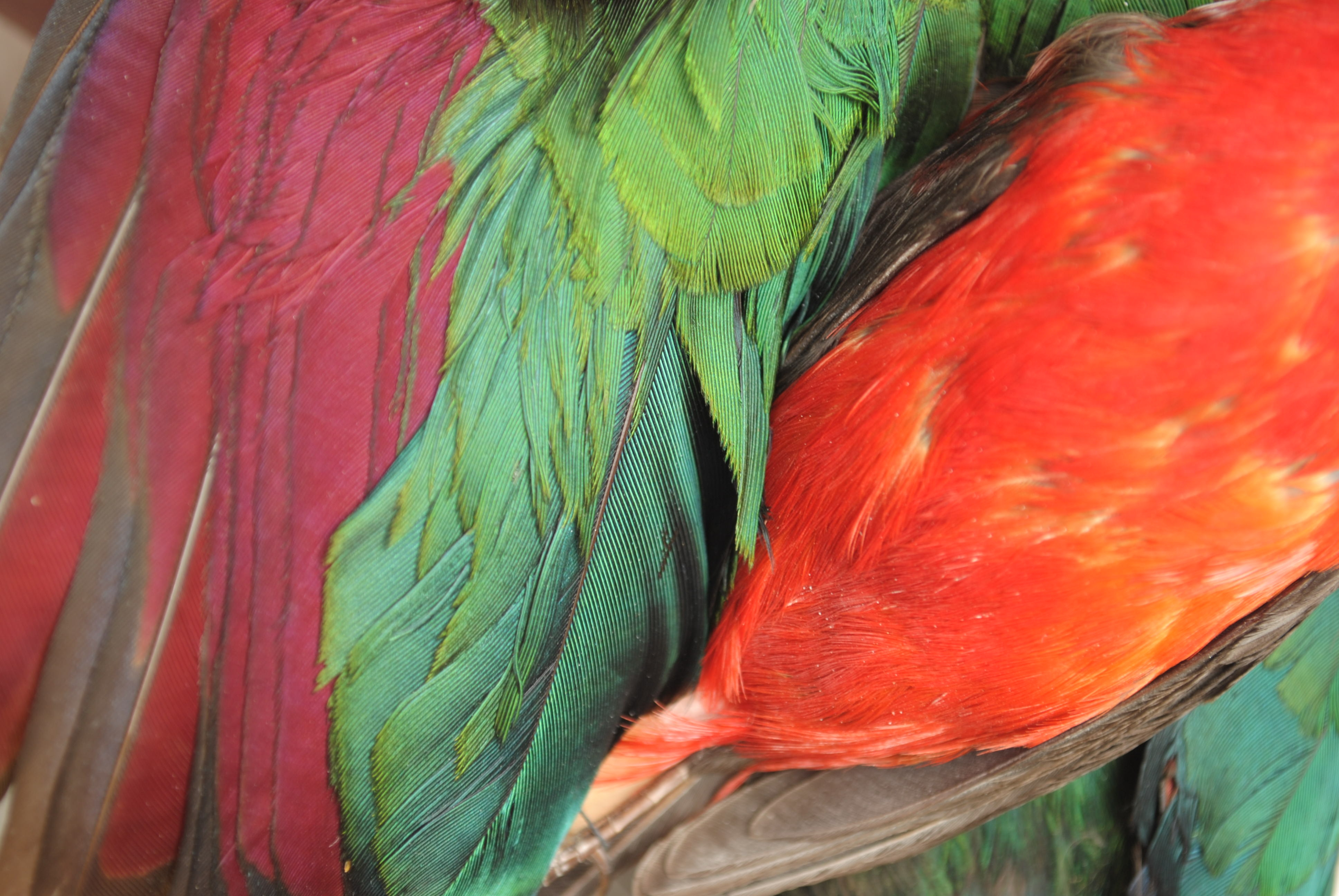
各种颜色的鸟羽毛。

扩展适应（英語：exaptation）是指在演化过程中一种特征的功能发生了变化。例如，如果一个特征最初演化出来是为了实现某种特定的功能，但后来它又有了另一种其他用途，就可称之为“扩展适应”。鸟类羽毛的演化便是一个经典的例子：羽毛最初是为了保温而演化出来的，但在后来羽毛变得开始适应于飞翔。对扩展适应的兴趣与进化的过程和产物都息息相关：创造复杂特征的过程和可能不完善的产物（功能，解剖结构，生化试剂等等） 。扩展适应是由美国古生物学家斯蒂芬·古尔德（Stephen Jay Gould）和伊丽莎白·弗巴（Elisabeth Vrba）提出的，以取代他们认为是目的论的术语“预适应”（英語：pre-adaptation）。

## 历史和定义

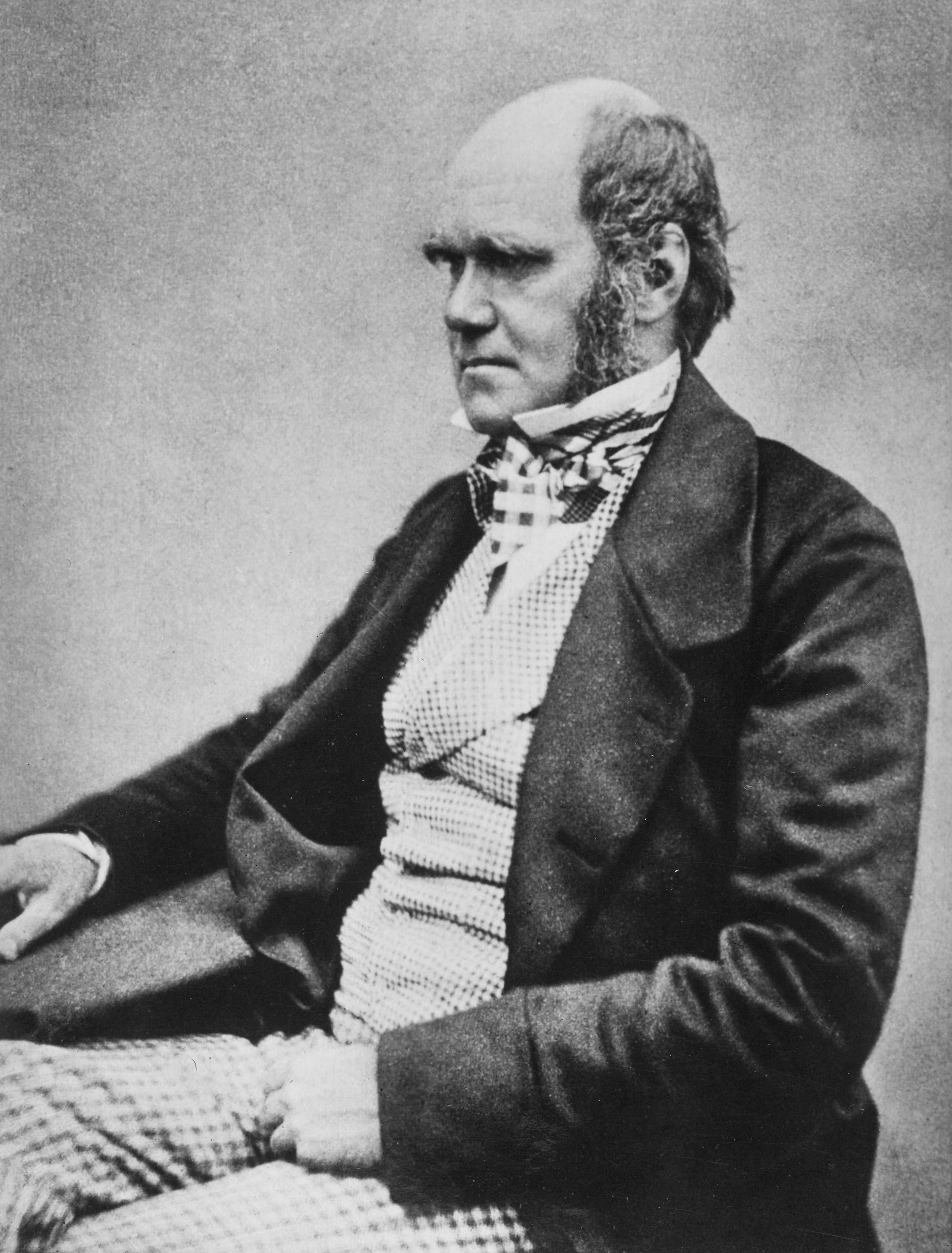
查尔斯·达尔文

特征的功能在其进化历史中可能发生变化的想法起源于查尔斯·达尔文（Charles Darwin）（(Darwin 1859)）。 多年以来，这种现象被标记为“预适应”，但由于“预适应”这一术语隐含了生物学中的目的论，与自然选择的基本原理相悖，故现已被“扩展适应”所取代。
1982年，斯蒂芬·古尔德和伊丽莎白·弗巴引入了“扩展适应”一词，这是一些学者们探索的想法。

## 实例
扩展适应包括羽毛的共同选择，羽毛最初是为用于保温的和用于展示的功能而演化的，后来被用于鸟类的飞行。另一个例子则是早期鱼类的肺，它们后来演化为陆生脊椎动物的肺，但同时还通过扩展适应成为了一些鱼类体内用来调节浮力的器官——鳔。

## 资料来源
- （英文）Buss, David M., Martie G. Haselton, Todd K. Shackelford, et al. (1998) "Adaptations, Exaptations, and Spandrels," American Psychologist, 53 (May):533–548. http://www.sscnet.ucla.edu/comm/haselton/webdocs/spandrels.html （页面存档备份，存于）
- （英文）Darwin, Charles. .  1st. London: John Murray. 1859: 179–186  [2020-06-13]. （原始内容存档于2016-03-04）.
- （英文）Darwin, Charles. .  6th. London: John Murray. 1872: 138–143  [2020-06-13]. （原始内容存档于2020-08-06）.
- （英文）Ehrlich, Paul, and Marcus Feldman (2003) "Genes and Culture: What Creates Our Behavioral Phenome?," Current Anthropology, 44 (February):87–107. Included are comments and a reply.
- （英文）Gould, Stephen Jay; Vrba, Elisabeth S.  (PDF). Paleobiology. 1982, 8 (1): 4–15  [2020-10-11]. JSTOR 2400563. doi:10.1017/S0094837300004310. （原始内容 (PDF)存档于2018-05-08）.
- （英文）Gould, Stephen Jay. . Journal of Social Issues. 1991, 47 (3): 43–65. doi:10.1111/j.1540-4560.1991.tb01822.x.
- （英文）MacDonald, G.; Leary, M.R. . Psychological Bulletin. 2005, 131 (2): 202–23. PMID 15740417. doi:10.1037/0033-2909.131.2.202.
- （英文）"Preadaptation" Merriam-Webster Online Dictionary. 2009. Merriam-Webster Online. 22 January 2009 <http://www.merriam-webster.com/dictionary/preadaptation （页面存档备份，存于）>

## 参阅
- 返祖现象
- 痕跡器官